# Honda RA109E
L'Honda RA109E è un motore endotermico alternativo a ciclo Otto da competizione, nonché il primo motore Honda aspirato in Formula 1 dopo il divieto dei motori turbo, il cui ultimo anno è stato il 1988. Questo motore è stato montato sulla McLaren MP4/5 del 1989 con alla guida Ayrton Senna e Alain Prost, ed è stato evouluto principalmente in due step.
Il primo rinominato RA100E adoperato sulle McLaren MP4/5B nel 1990, ed il secondo identificato con la sigla RA101E utilizzato dalle Tyrrell 020 nel 1991.
Successivamente è stato montato su Footwork e Lotus fino al 1994, tuttavia in questo periodo lo sviluppo venne curato dalla Mugen-Honda e risiglato MF-351H ed MF-351HC, poiché la casa madre si ritirò alla fine del 1992.
Secondo una stima della rivista Autosprint dell'epoca questo formidabile motore erogava, in configurazione Imola (1989), 644 CV in qualifica e 633 CV in gara, una decina di cavalli in più rispetto al corrispettivo V12 Ferrari. Sempre in questa configurazione la potenza massima era fornita a circa 12.000 giri/minuto. In configurazione Monza (1989) questo motore erogava, sempre secondo la stima di Autosprint, 664 CV in qualifica e circa 650 CV in gara.

## Contesto
L'RA109E fu la risposta della casa nipponica al nuovo regolamento tecnico del mondiale di Formula 1 del 1989 in fatto di propulsori.
Infatti come detto la stagione '89 sancì il divieto di utilizzare motori sovralimentati che dalla fine degli anni settanta monopolizzarono la massima serie, tanto che i campionati degli anni ottanta vennero battezzati dagli inglesi come l'era del turbo.
I propulsori sovralimentati avevano cilindrate dimezzate rispetto ai motori canonici ma producevano quasi il doppio della potenza, generando temperature molto alte e facendo uso di combustibili altamente tossici.
Tutti questi fattori portarono ad una ridefinizione delle norme tecniche da parte della FIA in modo da rendere le vetture più sicure.
Parallelamente la Federazione ridesegnò anche le normative del campionato mondiale rally per gli stessi motivi, bandendo il famigerato Gruppo B.
Il 1986 fu l'anno di massimo sviluppo per i motori turbo di Formula 1, anche perché in quella stagione erano gli unici ammessi ai Gran Premi, ma dopo l'incidente mortale di Elio de Angelis durante dei test in Francia, e incidenti analoghi nel Gruppo B di rally, la Federazione decise che i turbo sarebbero stati eliminati da tutte le categorie.
Per quanto concerne la Formula 1, era previsto che per la stagione '87 sarebbero stati reintrodotti anche i motori aspirati e la pressione massima di sovralimentazione dei motori turbo sarebbe stata limitata, mentre nell'88 si decise per ridimensionare nuovamente questo dato e che sarebbe stata l'ultima stagione per questo tipo di motori.
Alla luce di queste regole, la Honda (che si era distinta coi motori sovralimentati) decise di cominciare la fase di sviluppo per un futuro motore aspirato da 3500 centimetri cubi (massima cilindrata ammessa), questo motore diverrà poi l'RA109E.
Il primo prototipo venne presentato già al salone dell'automobile di Tokyo del 1987, e lasciò tutti basiti per l'architettura alquanto insolita dacché dotato di dieci cilindri quando la consuetudine in Formula 1 erano otto o dodici.
Tuttavia furono in pochi a pensare che sarebbe stato efficiente visto che nell'88 la Honda decise di fornire i suoi clienti con motori turbo.
In realtà la casa nipponica scelse questa strada poiché i suoi sovralimentati erano ancora molto validi (le McLaren Honda vinsero 15 gare su 16) e questo le permise di completare lo sviluppo del motore aspirato per un altro anno, durante il quale venne testato a più riprese a Suzuka da Emanuele Pirro con una McLaren Mp4/4 modificata.
In questa maniera l'RA109E fu in grado di partecipare ad un Gran Premio già nell'ottobre del 1988, un periodo nel quale nessun motore della concorrenza era ancora arrivato allo stadio finale di sviluppo, tanto che il Renault RS01 venne montato per la prima volta sulla Williams per i test su circuito, il Ferrari già girava sui muletti ma era in fase di sperimentazione e il Lamborghini 3512 non era nemmeno stato costruito ma ancora fermo alla fase di calcoli e disegni.

## Progetto
Questo motore prese forma presso il Tochigi Reasearch Centre, il principale polo di ricerca e sviluppo della Honda per quanto concerne il settore automobilistico.
Il progetto venne curato dagli ingegneri Nobuhiko Kawamoto ed Osamu Goto, due veri e propri guru dei motori di Formula 1 dell'epoca e progettisti dei motori turbo che resero grande la Williams.
Tuttavia Kawamoto si apprestava ad assumere il ruolo di amministratore delegato della casa per il 1990, in sostituzione di Tadashi Kume, perciò da un punto di vista prettamente tecnico il vero padre di questo motore è da considerarsi Goto.
Il concetto secondo cui venne progettato il motore era quello di arrivare ad un compromesso tra compattezza, peso e potenza.
Quando il progetto venne messo in cantiere, Kawamoto promise ai vertici della McLaren (Ron Dennis e Mansour Ojjeh) di fornirgli un motore compatto e leggero quanto un otto cilindri, ma potente quanto un dodici cilindri, frutto delle ricerche dei nipponici, che nello stesso periodo avevano sperimentato al banco un motore V8, un V10 e un V12 per fare delle comparazioni e determinare quale fosse il layout ideale.
Da questi sperimentazioni si arrivò ad un'architettura molto avveniristica ma rischiosa al tempo stesso, ossia un motore a dieci cilindri.
Questa scelta all'epoca era molto audace, in quanto non era mai stato progettato un motore di questo tipo.
Il grosso scoglio da superare risiedeva nel fatto che avere dieci cilindri, significava disporli in due bancate da cinque cilindri (essendo la soluzione dell'architettura a V la più conveniente per i motori di Formula 1).
Questo comporta delle sollecitazioni asimmetriche per via del numero di cilindri dispari su ogni bancata, quindi forze e momenti di inerzia particolarmente pericolosi per l'integrità del sistema.
Dacché è molto difficile studiare il comportamento dinamico di questi sistemi, solo alla fine degli anni '80 con l'ausilio dei computer, gli ingegneri poterono disegnare adeguatamente i motori V10.
Si scoprì che era possibile equilibrare il funzionamento del motore scegliendo un angolo di bancata di 72°, perché per via delle caratteristiche intrinseche del V10 questo è il valore ottimale per evitare fenomeni di risonanza, inoltre con un'adeguata disposizione dell'ordine di scoppio (nel caso in esame 1-6-4-9-5-10-2-7-3-8) ma nonostante questo fu necessario adoperare i contralberi di equilibratura, diversamente da quanto riuscì a fare la Renault col proprio V10 risparmiando sia sulle masse che sugli ingombri, e semplificando il cinematismo della distribuzione.
Gli ingegneri Honda, per arrivare ad equilibrare il loro 10 cilindri, erano partiti da un motore Audi 5 cilindri che era montato di serie sulle vetture dei 4 anelli. Grazie allo studio su questo motore arrivarono ad equilibrare il loro 10 cilindri.
Inizialmente per contenere il peso si decise di adoperare un comando della distribuzione con cinghia sincrona, ma agli alti regimi di rotazione il sistema subiva dilatazioni eccessive che portavano a variazioni della fasatura deleterie per l'integrità del motore e delle sue performance, quindi questa venne modificata e nella versione definitiva era comandata da una cascata di ingranaggi, che guidavano quattro alberi a camme in testa, i quali azionavano quattro valvole per cilindro (due più grandi di aspirazione e due di scarico).
Questo motore ancora utilizzava un sistema di molle delle valvole di tipo tradizionale, mentre la Renault introdusse le molle pneumatiche, già sperimentate sugli ultimi motori turbo.
Le valvole del motore Honda erano costruite in titanio al pari del Ferrari, mentre altri costruttori ancora adoperavano valvole d'acciaio raffreddate al sodio.
Basamento e testate erano realizzate in lega d'alluminio mentre i cilindri erano realizzati con canne estraibili in nikasil.
Questo motore poteva inoltre vantare di essere realizzato praticamente tutto in Giappone, dato che disponeva di un sistema di gestione elettronica (centralina e impianto ad iniezione elettronica indiretta) progettato dalla stessa casa madre e il resto della componentistica (come ad esempio le candele e gli ingranaggi) era fornita dalle nipponiche NGK e Showa.
Oltre a queste aziende va citato un altro fornitore molto importante sia della McLaren che della Honda, ossia la Shell che all'epoca (nell'89 e nel '90) aveva un contratto di esclusiva sia col motorista giapponese che con la scuderia inglese, e questo permise al petroliere di concentrarsi unicamente sui V10 Honda per cui sviluppava miscele di combustibile con alto potere calorifico ed antidetonante, nonché lubrificanti progettati apposta per questi motori.
Questa scelta si rivelò vincente in quanto gli altri petrolieri dovevano seguire molti più costruttori, ognuno con le proprie esigenze. Un compito molto complesso soprattutto perché i motori erano tutti nuovi e cambiarono radicalmente rispetto ai turbo usati fino all'88, quindi con esigenze completamente diverse.
In questa maniera i motori Honda erano capaci di circa dieci cavalli vapore di potenza in più rispetto alla concorrenza, e mostrarono un livello di affidabilità molto più elevato, soprattutto nel 1989.

### RA100E
Nel 1990 il motore assunse il nuovo denominativo RA100E, ma in realtà non era molto diverso dall'unità dell'anno prima.
Si lavorò soprattutto sull'impianto di alimentazione.
L'RA109E infatti, non utilizzava un sistema di corpi farfallati ma una serie di valvole a ghigliottina che regolavano la portata dei flussi di aria in ingresso al motore.
I piloti però denunciavano un certo ritardo di risposta da parte nel motore nel momento in cui acceleravano, e gli ingegneri arrivarono a dedurre che ciò era dovuto alle valvole a ghigliottina.
In principio il motore venne progettato con questo sistema per rendere l'impianto di aspirazione più semplice, leggero ed affidabile, ma anche perché in questa maniera era possibile abbattere anche i costi di sviluppo e costruzione.
Tuttavia il motore Ferrari (seppur inaffidabile) si mostrava sempre più potente anche se sotto questo profilo era inferiore al rivale nipponico, ma godeva di una miglior risposta in fase di accelerazione ed un comportamento più elastico.
Inizialmente si pensò che queste differenze dipendevano dall'architettura a dodici cilindri del motore italiano, ma a Tochigi studiarono il sistema per invertire la tendenza pur utilizzando un V10.
Venne quindi riprogettato il sistema di alimentazione con l'adozione di dieci corpi farfallati.
In questa maniera venne eliminata il problema dei vortici che si creavano all'apertura violenta delle ghigliottine, i quali perturbavano il flusso di aria in ingresso ai cilindri e riducevano l'apporto di combustibile all'interno del motore.
Inoltre soprattutto nella seconda parte dell'anno, la McLaren chiese maggior potenza per poter rivaleggiare con la Ferrari che riuscì a sviluppare un telaio e una trasmissione superiori. 
A questo proposito la Honda commissionò alla Shell combustibili più raffinati e con maggior potere calorifico.

### RA101E
Al termine della stagione 1990 la McLaren si confermò vittoriosa sia nel campionato piloti che in quello costruttori, e questo dominio durava dal 1988. La Honda invece si aggiudicava ininterrottamente il mondiale piloti dal 1987 e quello costruttori dal 1986.
La casa nipponica era la dominatrice incontrastata tra i costruttori di motori, tanto che oltre a poter vantare una serie di mondiali così ricca, riuscì a vincere sia coi motori turbo che aspirati e con due scuderie diverse, inoltre fu la prima ad aggiudicarsi tutti e due i campionati con motori a dieci cilindri.
A quel punto la Honda cercava nuovi stimoli e decise di progettare un motore a dodici cilindri (l'Honda RA121E) da utilizzare come propulsore ufficiale sulle McLaren, così da dimostrare quanto fosse avanzata tecnologicamente nonché battere la Ferrari (che rimaneva sempre il punto di riferimento) con le proprie armi.
Tuttavia il vecchio V10 non terminò la propria carriera.
Questo fu possibile per via dell'accordo tra i giapponesi e la risorgente scuderia Tyrrell che nel 1990 disputò molte gare interessanti con una vettura innovativa (la Tyrrell 019 a muso alto).
Oltre alle buone performance della Tyrrell, l'affare andò in porto perché la squadra inglese accettò di ingaggiare come pilota Satoru Nakajima il quale aveva un rapporto privilegiato col motorista del Sol levante.
La stessa McLaren si adoperò per cercare fondi in favore della Tyrrell, la quale tra le altre cose facilitò le operazioni sottoscrivendo un contratto con la Shell come fornitrice di combustibile e lubrificante.
Perciò il motore V10 venne montato sulle Tyrrell 020 e il V12 sulle McLaren Mp4/6.
Il V10 venne riettichettato RA101E, ma sostanzialmente era la stessa unità dell'anno prima, e addirittura alcuni propulsori erano gli stessi adoperati dalla McLaren nel 1990.
Sicuramente questo permise alla Tyrrell di godere di un motore molto potente, ma anche meno affidabile e che di tanto in tanto subiva cali di potenza o cedimenti strutturali, come ad esempio quello avvenuto all'uscita del tunnel sul circuito di Monaco quando Stefano Modena era al secondo posto dietro la McLaren di Ayrton Senna.
Per il 1991, la Honda si defilò dal progetto dieci cilindri tanto che affidò la gestione di questi propulsori alla Mugen-Honda.
I responsabili del progetto furono Hiroshi Shirai e Tenji Sakai per conto della Mugen, ed erano supervisionati da Nobuhiko Kawamoto, che faceva le veci della casa madre (di cui nel frattempo divenne direttore amministrativo).
Gli uomini della Mugen non svolsero un gran lavoro sui motori, poiché questi erano sostanzialmente già pronti, ma poterono rivedere alcuni dettagli quando li ricevettero dalla casa madre.
La modifica sostanziale risiede in un nuovo sistema di iniezione, in modo da ottemperare alla norma introdotta nel '91 dalla FIA, che prevede l'obbligo di benzina senza piombo.
Questo si rivelò un problema per la Tyrrell, poiché la Shell non poté fornire i combustibili speciali che fino all'anno prima usava la McLaren (che aveva l'esclusiva oltre che di motori, anche di carburanti di ultima generazione), perciò il petroliere si concentrò principalmente sullo sviluppo dei V12.

### Varianti Mugen
Nel 1992 la Honda decise di dismettere definitivamente i suoi V10, ed anche di rivedere i propri piani per quanto concerne il motorsport.
Infatti Kawamoto pensava che la Formula 1 era ormai troppo dispendiosa e che comunque il costruttore giapponese avesse dimostrato ampiamente il proprio potenziale, vincendo il titolo piloti del '91 anche con un motore a dodici cilindri.
A questo punto la casa di Tokyo scelse di ritirarsi al termine del mondiale '92.
Tuttavia la Mugen, dopo il discreto mondiale '91, pensò di continuare con la massima serie come fornitrice di motori.
In questo l'azienda di Hirotoshi Honda (figlio di Soichiro, fondatore della casa madre) si fece carico dei vecchi V10 che continuarono a girare sui circuiti di Formula 1 sino al 1994 nonostante il ritiro della Honda fosse avvenuto due anni prima.
La Mugen si fece carico delle ultime versioni dell'RA109E, ossia gli RA101E utilizzati sulle Tyrrell 020 nel 1991.
Vennero rinominati Mugen Honda MF 351 H e rielaborati in diverse varianti nel corso degli anni.
Possono essere distinte principalmente tre versioni dell'MF 351, la H, HB ed HC.
Il grosso step evolutivo avvenne nel 1994 col motore HC, mentre le versioni del '92 e '93 (H e HB) non differivano molto dall'RA101E. 
La versione H fu utilizzata dalla Footwork nel 1992 con discreti risultati per un team di livello medio-basso che si tolse la soddisfazione di arrivare a punti in alcune gare, ma l'anno seguente il motore HB (sempre montato sulle Footwork) non si rivelò altrettanto competitivo in quanto denunciava un progetto ormai arretrato rispetto ai propulsori di nuova generazione della concorrenza che potevano contare su un peso più contenuto e utilizzavano molle di richiamo delle valvole di tipo pneumatico, quindi si distinguevano per elasticità di erogazione e potenza più elevata dato il notevole numero di giri massimo.
Questo comportò una rescissione del contratto tra la Mugen e la Footwork, che gli preferì i motori HB della Ford Cosworth con cui la Benetton disputò un'ottima annata '93.
A questo punto la Mugen riuscì a strappare un contratto alla Lotus per il 1994, la quale era in fase calante e si sarebbe ritirata alla fine della stagione.
La Lotus non aveva i fondi per garantirsi motori più performanti così ripiegò sui vetusti motori giapponesi pur di disputare il mondiale.
A questo punto la Mugen doveva trovare un diversivo per rispondere alla concorrenza sempre più agguerrita.
Per via della sua situazione economica e per la mancanza di strutture avanzate, non poteva rivaleggiare coi motori RS progettati dalla Renault , considerati i più tecnologici dell'epoca, ma nemmeno coi V12 Ferrari sempre ai vertici per potenza massima; inoltre si affacciarono sullo scenario costruttori come Peugeot e Mercedes, in grande ascesa e in grado di progettare motori V10 di nuova generazione in tempi molto brevi.
Anche la Yamaha propose dei dieci cilindri discreti che equipaggiavano la Tyrrell, mentre il piccolo costruttore Hart propose un promettente V10 al team Jordan.
A quel punto con così tanti motori performanti e nuovi di zecca, la Mugen dovette rivedere al ribasso le proprie aspettative e cercare di rivaleggiare coi V8 Cosworth in termini di affidabilità.
Per la prima volta il motore venne rivisto in maniera profonda dal 1990-91 e la Mugen apportò modifiche sostanziali rispetto ai progetti originali, utilizzando materiali con un rapporto peso-prestazioni molto favorevole, ma ciò portava a delle dilatazioni molto diverse rispetto ai materiali con cui costruì il motore la Honda, perciò fu necessario rivedere sia le tolleranze dimensionali che il sistema di raffreddamento e lubrificazione.
Lo scopo era quello di limitare per quanto possibile il peso complessivo del motore, ma anche di ridurre le inerzie del gruppo termico e della distribuzione per ottenere più potenza, anche se questa scelta portò ad un funzionamento meno rotondo del motore. 
Con la versione HC le prestazioni si rivelarono essere decisamente superiori tanto che a Monza Herbert concluse le qualifiche addirittura quarto, su un circuito dove la potenza del motore è fondamentale.
Inoltre il livello di affidabilità fu molto elevato tanto che il solo Zanardi terminò anticipatamente le gare per via di un cedimento del motore, ossia in Francia e Gran Bretagna.
Tuttavia la Lotus non aveva un telaio performante così concluse agli ultimi posti il mondiale e senza punti conquistati.
Nel 1995 la FIA modificò il regolamento tecnico, e tra le varie norme vi fu la riduzione della cilindrata massima da 3500 cc a 3000 cc, per cercare di limitare le prestazioni e rendere più sicure le macchine.
Una scelta obbligata per via degli incidenti mortali di Ayrton Senna e Roland Ratzenberger a Imola.
In questo modo tutti i costruttori dovettero progettare nuovi motori da tre litri.
Quasi tutti scelsero di lavorare sulle geometrie dei motori 3500 cc e rivedendo il rapporto alesaggio/corsa derivarono i motori 3000 cc dai 3500 cc.
La Mugen fece lo stesso, creando il modello MF 301 che venne utilizzato dal 1995 al 2000, il quale si rivelò molto prestazionale, tanto che sfiorò il mondiale piloti del 1999 con Heinz Harald Frentzen alla guida della Jordan.
Ma nel frattempo la Honda tornò sulla scena del mondiale di Formula 1 con nuovi motori progettati da zero, e alla fine del 2000 la Mugen valutò di ritirarsi dalla massima competizione.